# Giuseppe Pinelli
Giuseppe Pinelli (Milán, 21 de octubre de 1928 - Milán, 15 de diciembre de 1969) fue un partisano y activista anarquista italiano, conocido por las particulares circunstancias de su muerte.
Las circunstancias de su muerte, oficialmente atribuida a un desmayo, causaron fuertes dudas y tensiones, con una parte de la opinión pública que se puso en contra de los métodos utilizados por la policía.

## Biografía
Pinelli nace en una familia de clase trabajadora. De pequeño trabajó como herrero, y comenzó a relacionarse con el movimiento libertario de Milán hacia 1944, llegando a publicar, junto con otros amigos, un periódico semanal llamado "Il Libertario".
En 1954 comenzó a trabajar en construcciones ferroviarias (en lo que trabajaría el resto de su vida). Luego, en 1960, continuó con el activismo anarquista, llegando a organizar la "Gioventu Libertaria" (juventud libertaria) italiana en 1963. También ayudó en la Fundación Sacco y Vanzetti hacia 1965.
El 12 de diciembre de 1969 hubo un atentado con bombas en Piazza Fontana en Milán, ejecutado por organizaciones neofascistas y cuyos autores intelectuales habrían sido los servicios secretos de varios países de la OTAN. Sin embargo, Pinelli, al ser un trabajador ferroviario de ideas anarquistas, fue detenido por la policía y acusado de haber participado en el hecho, pese a que era conocido por su posición pacifista y opuesta a los actos de violencia individual. Mientras era interrogado el 15 de diciembre, cayó desde la ventana del cuarto piso de la comisaría de policía. 

## Posible caso de asesinato y juicio
Tras la muerte de Giuseppe Pinelli se abrió una investigación inicial. Durante el juicio, que comenzó el 9 de octubre de 1970, miles de personas se presentaron dentro y fuera de la corte de Milán ante el juez y presidente del Tribunal de Milán Carlo Biotti, que tomó declaración a los testigos sobre la muerte de Pinelli, cuyas diferencias llevaron a los fiscales a reabrir el caso Pinelli enviando un "Aviso de delito" a testigos y Calabresi. El Presidente del Tribunal de Milán Biotti ordenó la exhumación del cadáver y su autopsia.
Su muerte inspiró la obra Muerte accidental de un anarquista de Dario Fo y el documental Documenti su Giuseppe Pinelli (1970) de Elio Petri y Nelo Risi, así como la canción Ballata dell'anarchico Pinelli.

### Conclusión de la investigación
En 1975 una investigación oficial determinó que Pinelli murió al sentirse mal y perder el equilibrio, cayendo por la ventana.
La justicia italiana también determinó que Luigi Calabresi (comisario de la policía italiana) no estaba en su oficina cuando ocurrió el evento.
Estas conclusiones, sin embargo, han sido cuestionadas.